# Andgölen (Skillingsmåla, Tvings socken, Blekinge)
Andgölen är en sjö i Karlskrona kommun i Blekinge och ingår i Nättrabyåns huvudavrinningsområde.